# Карнобатска планина
Карнобатска планина е ниска планина, дял от Източна Стара планина, в Област Бургас, между долината на река Луда Камчия и Карнобатската котловина.
Карнобатска планина се издига в средната част на Източна Стара планина с посока изток-запад, с дължина около 30 km и ширина 8 – 10 km. На запад Карнобатския проход (310 m) я отделя от Стидовска планина, а на изток – Айтоският проход (350 m) – от Айтоска планина. На север долината на река Луда Камчия я отделя от Върбишка планина, а на юг склоновете ѝ постепенно затъват в Карнобатската и Айтоската котловина. В района на село Черноград чрез ниска седловина (188 м н.в.) се свързва с възвишението Хисар.
Планината е ниска, с широко и заоблено било и със слабо изразени върхове. Най.високата точка е връх Илийца (684,4 m) е разположен в западната ѝ част, на 1,5 km североизточно от село Костен. Тя е хидрографски възел между водосборните басейни на реките Луда Камчия, Айтоска река и Мочурица (ляв приток на Тунджа). От нея водят началото си Голяма река (десен приток на Луда Камчия) и Аланско дере (десен приток на Айтоска река).
Изградена е от горнокредни пясъчници, мергели и пирокластични материали. Почвите са плитки, предимно излужени канелени горски. По склоновете ѝ са запазени на отделни места предимно дъбови гори, а по-голямата част е обрасла с храсти и ксеротермна тревна растителност. Ниските ѝ части са заети от обработваеми земи.
Във вътрешността на Карнобатска планина са разположени селата Босилково, Вресово, Зайчар, Зетьово, Климаш, Костен, Раклиново, Раклица, Скалак и Череша, по северното подножие – селата Ведрово, Завет и Шиварово, а по южното – селата Глумче, Зимен, Карагеоргиево, Кликач, Лозарево, Невестино, Сигмен, Тополица и Черноград.
В района на село Тополица са изградени хижите „Караманица“ и „Здравец“.
По западното и източното подножие на планината преминават участъци от два пътя от Държавната пътна мрежа:
- В най-западната ѝ част, през Карнобатския проход, на протежение от 16,2 km преминава участък от второкласен път № 73 Шумен – Смядово – Карнобат.
- В най-източната ѝ част, през Айтоския проход, от село Дъскотна до Айтос, на протежение от 26,2 km – участък от третокласен път № 208 Ветрино – Провадия – Айтос.

По северното, западното и южното ѝ подножие преминават и участъци от трасетата на жп линиите Варна – Комунари – Карнобат и София – Карлово – Бургас.

## Топографска карта
- Лист от карта K-35-42. Мащаб: 1 : 100 000.
- Лист от карта K-35-43. Мащаб: 1 : 100 000.